# Lotten Strömstedt
Tove Lotten Margareta Strömstedt, född 27 augusti 1962 i Bandhagen, Vantörs församling, Stockholm, är en svensk journalist, författare, röstskådespelare och  kompositör.
Lotten Strömstedt är dotter till Bo och Margareta Strömstedt och syster till Niklas Strömstedt.
Hon har två döttrar från en tidigare relation.

## Röstskådespelare
- 1974 – Dunderklumpen! (dockan)

## Kompositör
Lotten Strömstedt har skrivit text och musik till musikstycket Vad är det för en dag i filmen Lotta på Bråkmakargatan från 1992.